# 죽음의 조
죽음의 조(영어: Group of death 그룹 오브 데스[*], 일본어: 死の組 시노쿠미[*])는 다단계 토너먼트의 용어 중 하나로, 한 조에 전체 토너먼트에서 강팀으로 평가되는 팀의 수가 다음 라운드로 진출할 수 있는 팀들의 수보다 많을 때에 쓰인다. 그에 따라, "죽을 힘을 다해야 진출할 수 있는 조"의 의미로 쓰이며, 조별 리그전에서 최소한 한 팀은 "죽음의 조"에서 반드시 탈락하게 된다. 이 용어는 FIFA 월드컵 본선 조별 리그에서 처음으로 사용되었으며, 현재 축구 토너먼트뿐만 아니라 다른 스포츠에서도 쓰인다.
조별 리그 추첨이 끝난 뒤 진짜 죽음의 조가 어느 조인지에 대한 의견들이 분분해진다. 죽음의 조라는 용어에 대한 공식적인 정의가 없기 때문이다. 대회에서 가장 강력한 팀들이 모인 조라는 뜻으로 '죽음의 조'라고 불릴 수도 있고, 같은 조에 편성된 팀 간의 상대적 실력 차이가 작은 조라는 뜻으로 '죽음의 조'라고 불릴 수도 있다. 이러한 점 때문에 죽음의 조는 하나가 아닌 여러 조가 선정되거나 아예 죽음의 조가 없을 수도 있다.
이 표현은 언론의 상투적인 문구나 지나친 단순화에서 유래되었으며, 다크호스나 언더독과 같은 용어처럼 대중 매체에서 자주 쓰인다.

## 어원
1958년 FIFA 월드컵에서 4조를 스웨덴어로 '거인들의 전투'(giganternas kamp)로 표현한 것이 그 시초라고 할 수 있다.
1970년 FIFA 월드컵 당시 3조를 멕시코의 언론인이 스페인어로 죽음의 조(El Grupo de la Muerte)라고 하였다. 그리고 이후 1982년 FIFA 월드컵 C조 역시 멕시코에서 죽음의 조라고 불렀다.
1986년 FIFA 월드컵 당시 우루과이 감독이었던 오마르 보라스가 자신의 조를 죽음의 조라고 심경을 표현하던 것으로 유명해졌다.. 이는 각국으로 퍼져 나가 공통된 표현으로 쓰고 있다.

## 죽음의 조로 불렸던 조

### 남자 축구

#### FIFA 월드컵
- 1958년 FIFA 월드컵 D조:  브라질,  잉글랜드,  소련,  오스트리아
- 1970년 FIFA 월드컵 3조:  브라질,  잉글랜드,  체코슬로바키아,  루마니아
- 1974년 FIFA 월드컵 3조:  네덜란드,  우루과이,  스웨덴,  불가리아
- 1974년 FIFA 월드컵 4조:  이탈리아,  아이티,  아르헨티나,  폴란드
- 1982년 FIFA 월드컵 2라운드 C조:  브라질,  아르헨티나,  이탈리아[6]
- 1986년 FIFA 월드컵 A조:  이탈리아,  아르헨티나,  불가리아,  대한민국[7]
- 1986년 FIFA 월드컵 E조:  서독,  우루과이,  덴마크,  스코틀랜드
- 1994년 FIFA 월드컵 B조:  브라질,  러시아,  카메룬,  스웨덴
- 1994년 FIFA 월드컵 E조:  멕시코,  아일랜드,  이탈리아,  노르웨이
- 1998년 FIFA 월드컵 이후의 모든 남미 지역예선
- 1998년 FIFA 월드컵 D조:  스페인,  파라과이,  나이지리아,  불가리아
- 2002년 FIFA 월드컵 유럽 지역 예선 2조:  네덜란드,  포르투갈,  아일랜드,  키프로스,  에스토니아,  안도라
- 2002년 FIFA 월드컵 유럽 지역 예선 9조:  독일,  잉글랜드,  그리스,  핀란드,  알바니아
- 2002년 FIFA 월드컵 F조:  아르헨티나,  나이지리아,  잉글랜드,  스웨덴
- 2006년 FIFA 월드컵 유럽 지역 예선 7조:  스페인,  벨기에,  세르비아 몬테네그로,  보스니아 헤르체고비나,  리투아니아,  산마리노
- 2006년 FIFA 월드컵 C조:  아르헨티나,  네덜란드,  코트디부아르,  세르비아 몬테네그로
- 2006년 FIFA 월드컵 E조:  이탈리아,  가나,  체코,  미국
- 2010년 FIFA 월드컵 유럽 지역 예선 1조:  포르투갈,  스웨덴,  덴마크,  헝가리,  알바니아,  몰타
- 2010년 FIFA 월드컵 D조:  독일,  오스트레일리아,  가나,  세르비아
- 2010년 FIFA 월드컵 G조:  브라질,  조선민주주의인민공화국,  코트디부아르,  포르투갈
- 2014년 FIFA 월드컵 유럽 지역 예선 C조:  독일,  스웨덴,  아일랜드,  오스트리아,  카자흐스탄,  페로 제도
- 2014년 FIFA 월드컵 B조:  스페인,  네덜란드,  칠레,  오스트레일리아
- 2014년 FIFA 월드컵 D조:  우루과이,  코스타리카,  이탈리아,  잉글랜드
- 2014년 FIFA 월드컵 G조:  독일,  미국,  가나,  포르투갈
- 2018년 FIFA 월드컵 유럽 지역 예선 A조:  프랑스,  스웨덴,  네덜란드,  불가리아,  벨라루스,  룩셈부르크
- 2018년 FIFA 월드컵 아프리카 지역 최종 예선 B조:  나이지리아,  카메룬,  알제리,  잠비아[8]
- 2018년 FIFA 월드컵 아시아 지역 최종 예선 B조:  오스트레일리아,  일본,  사우디아라비아,  아랍에미리트,  이라크,  태국[9]
- 2018년 FIFA 월드컵 D조:  아르헨티나,  아이슬란드,  크로아티아,  나이지리아[10]
- 2018년 FIFA 월드컵 F조:  독일,  멕시코,  스웨덴,  대한민국
- 2022년 FIFA 월드컵 유럽 지역 예선 B조:  스페인,  스웨덴,  그리스,  조지아,  코소보
- 2022년 FIFA 월드컵 유럽 지역 예선 플레이오프 루트 C :  포르투갈,  튀르키예,  이탈리아,  북마케도니아[11]
- 2022년 FIFA 월드컵 아시아 지역 3차 예선 A조 :  이란,  대한민국,  아랍에미리트,  이라크,  시리아,  레바논[12][13]
- 2022년 FIFA 월드컵 아시아 지역 3차 예선 B조 :  일본,  오스트레일리아,  사우디아라비아,  중화인민공화국,  오만,  베트남
- 2022년 FIFA 월드컵 E조:  스페인,  코스타리카,  독일,  일본[14]
- 2026년 FIFA 월드컵 아시아 지역 3차 예선 C조 :  일본,  오스트레일리아,  사우디아라비아,  바레인,  중화인민공화국,  인도네시아

#### UEFA 유럽 축구 선수권 대회
- UEFA 유로 1992 B조:  스코틀랜드,  네덜란드,  독일,  독립 국가 연합
- UEFA 유로 1996 B조:  독일,  러시아,  이탈리아,  체코
- UEFA 유로 2000 D조:  네덜란드,  덴마크,  체코,  프랑스
- UEFA 유로 2004 D조:  네덜란드,  독일,  체코,  라트비아
- UEFA 유로 2008 예선 B조:  이탈리아,  프랑스,  스코틀랜드,  우크라이나,  리투아니아,  조지아,  페로 제도
- UEFA 유로 2008 C조:  네덜란드,  이탈리아,  프랑스,  루마니아
- UEFA 유로 2012 B조:  네덜란드,  덴마크,  독일,  포르투갈
- UEFA 유로 2012 C조:  스페인,  아일랜드,  이탈리아,  크로아티아
- UEFA 유로 2016 D조:  스페인,  크로아티아,  체코,  튀르키예
- UEFA 유로 2016 E조:  벨기에,  이탈리아,  아일랜드,  스웨덴
- UEFA 유로 2020 F조:  독일,  프랑스,  포르투갈,  헝가리
- UEFA 유로 2024 예선 B조:  프랑스,  네덜란드,  아일랜드,  그리스,  지브롤터
- UEFA 유로 2024 예선 C조:  이탈리아,  잉글랜드,  우크라이나,  북마케도니아,  몰타
- UEFA 유로 2024 B조:  스페인,  크로아티아,  이탈리아,  알바니아

#### UEFA 챔피언스리그
- UEFA 챔피언스리그 1992-93 준결승 B조: 밀란, 예테보리, 포르투, PSV
- UEFA 챔피언스리그 1999-2000 1차 조별리그 H조: 밀란, 갈라타사라이, 첼시, 헤르타 BSC
- UEFA 챔피언스리그 2002-03 1차 조별리그 A조: 아스널, 도르트문트, PSV, 오세르
- UEFA 챔피언스리그 2002-03 2차 조별리그 C조: 밀란, 도르트문트, 레알 마드리드, 로코모티프 모스크바
- UEFA 챔피언스리그 2003-04 C조: 데포르티보, PSV, AEK, 모나코
- UEFA 챔피언스리그 2004-05 G조: 발렌시아, 인테르나치오날레, 안데를레흐트, 베르더 브레멘
- UEFA 챔피언스리그 2005-06 E조: 밀란, PSV, 샬케 04, 페네르바흐체
- UEFA 챔피언스리그 2006-07 A조: 바르셀로나, 첼시, 베르더 브레멘, 레프스키 소피아
- UEFA 챔피언스리그 2007-08 B조: 첼시, 발렌시아, 샬케 04, 로센보르그
- UEFA 챔피언스리그 2008-09 D조: 리버풀, PSV, 마르세유, AT 마드리드
- UEFA 챔피언스리그 2009-10 F조: 바르셀로나, 인테르나치오날레, 디나모 키예프, 루빈 카잔
- UEFA 챔피언스리그 2010-11 A조: 인테르나치오날레, 베르더 브레멘, 토트넘 홋스퍼, 트벤터
- UEFA 챔피언스리그 2011-12 A조: 바이에른 뮌헨, 비야레알, 맨체스터 시티, 나폴리
- UEFA 챔피언스리그 2012-13 D조: 레알 마드리드, 맨체스터 시티, 아약스, 도르트문트
- UEFA 챔피언스리그 2013-14 F조: 아스널, 마르세유, 도르트문트, 나폴리
- UEFA 챔피언스리그 2014-15 E조: 바이에른 뮌헨, 맨체스터 시티, AS 로마, CSKA 모스크바
- UEFA 챔피언스리그 2015-16 D조: 맨체스터 시티, 유벤투스, 세비야, 묀헨글라트바흐
- UEFA 챔피언스리그 2015-16 E조: 바르셀로나, AS 로마, 레버쿠젠, 보리소프
- UEFA 챔피언스리그 2017-18 H조: 토트넘 홋스퍼, 보루시아 도르트문트, 레알 마드리드, 아포엘
- UEFA 챔피언스리그 2018-19 B조: 토트넘 홋스퍼, 바르셀로나, 인테르나치오날레, PSV
- UEFA 챔피언스리그 2018-19 C조: 파리 생제르맹, 리버풀, 나폴리, 츠르베나 즈베즈다
- UEFA 챔피언스리그 2020-21 B조:[15] 레알 마드리드, 샤흐타르 도네츠크, 인테르나치오날레, 묀헨글라트바흐
- 2021-22년 UEFA 챔피언스리그 B조: 아틀레티코 마드리드, 리버풀, FC 포르투, AC 밀란
- 2022-23년 UEFA 챔피언스리그 C조: 바이에른 뮌헨, 인터 밀란, 바르셀로나, 빅토리아 플젠
- 2023-24년 UEFA 챔피언스리그 F조: 파리 생제르맹, 보루시아 도르트문트, AC 밀란, 뉴캐슬

#### AFC 챔피언스리그
- AFC 챔피언스리그 2015 H조: 광저우 헝다 타오바오, FC 서울, 웨스턴 시드니 원더러스, 가시마 앤틀러스

#### AFC 아시안컵
2007년 AFC 아시안컵은 모두가 죽음의 조였다. 한 축구 대회에서 모든 조가 죽음의 조인 것은 사상 최초이다.
- 2007년 아시안컵 A조 :  이라크,  오스트레일리아,  태국,  오만
- 2007년 아시안컵 B조 :  일본,  베트남,  아랍에미리트,  카타르
- 2007년 아시안컵 C조 :  이란,  우즈베키스탄,  중화인민공화국,  말레이시아
- 2007년 아시안컵 D조 :  사우디아라비아,  대한민국,  인도네시아,  바레인[17][18][19]
- 2011년 아시안컵 D조 :  이라크,  조선민주주의인민공화국,  아랍에미리트,  이란
- 2015년 아시안컵 C조 :  우즈베키스탄,  사우디아라비아,  중화인민공화국,  조선민주주의인민공화국
- 2019년 아시안컵 D조 :  이란,  이라크,  베트남,  예멘
- 2023년 아시안컵 B조 :  오스트레일리아,  우즈베키스탄,  시리아,  인도

#### 하계 올림픽
- 2008년 하계 올림픽 축구 남자 A조:  아르헨티나,  코트디부아르,  세르비아,  오스트레일리아
- 2012년 하계 올림픽 축구 남자 A조:  영국,  우루과이,  세네갈,  아랍에미리트
- 2012년 하계 올림픽 축구 남자 B조:  멕시코,  대한민국,  가봉,  스위스
- 2020년 하계 올림픽 축구 남자 A조:  일본,  남아프리카공화국,  멕시코,  프랑스

#### 컨페더레이션스컵
- 2009년 FIFA 컨페더레이션스컵 B조:  이탈리아,  미국,  브라질,  이집트
- 2013년 FIFA 컨페더레이션스컵 A조:  브라질,  일본,  멕시코,  이탈리아
- 2017년 FIFA 컨페더레이션스컵 A조:  러시아,  포르투갈,  멕시코,  뉴질랜드

#### UEFA 네이션스리그
- 2018-19년 UEFA 네이션스리그 A 1조:  독일,  프랑스,  네덜란드
- 2018-19년 UEFA 네이션스리그 A 4조:  스페인,  잉글랜드,  크로아티아
- 2018-19년 UEFA 네이션스리그 B 4조:  웨일스,  아일랜드,  덴마크
- 2018-19년 UEFA 네이션스리그 C 2조:  헝가리,  그리스,  핀란드,  에스토니아
- 2020-21년 UEFA 네이션스리그 A 3조:  포르투갈,  프랑스,  크로아티아,  스웨덴
- 2022-23년 UEFA 네이션스리그 A 3조:  이탈리아,  독일,  잉글랜드,  헝가리

### 여자 축구

#### FIFA 여자 월드컵
- 2007년 FIFA 여자 월드컵 B조:  미국,  스웨덴,  조선민주주의인민공화국,  나이지리아
- 2019년 FIFA 여자 월드컵 A조:  프랑스,  노르웨이,  대한민국,  나이지리아

#### AFC 여자 아시안컵
- 2018년 AFC 여자 아시안컵 B조:  일본,  오스트레일리아,  대한민국,  베트남